# Underkøringsværn
Et underkøringsværn er en teknisk betegnelse for en kofanger. Udtrykket bruges normalt på lastbiler og i beskedent omfang på busser.
I visse tilfælde skelnes der på en lastbil mellem kofanger og underkøringsværn, idet underkøringsværnet eftermonteres lavere end en fabriksmonteret kofanger, der sidder for højt til at opfylde danske regler. Oftest er der dog tale om en konstruktion bag på bilen, ofte med lygter og nummerplade indbygget.
Underkøringsværnets funktion er at forhindre de lave personbiler i at køre ind under den højere lastbil ved en kollision. Denne ulykkestype har gennem tiden kostet mange døde og tilskadekomne, idet personbiler er bygget til at modstå størst kraft i dennes kofangerhøjde, der typisk er lavere end 60 cm fra vejen, hvor visse lastbiler er bygget med en kofanger fra 60 cm og opefter. Herved vil en lastbil ramme (eller blive ramt af) personbilens blødere dele, blandt andet toppen af kølerhjelmen, vinduer og stolperne i tagkonstruktionen. Desuden vil et kraftigt sammenstød mellem to personbiler mest give skader i benhøjde og hoftehøjde, mens lastbilen risikerer at ramme hoved og brystregion.
Ved at have et lavt placeret underkøringsværn vil lastbilen "holde igen" på personbilen i en højde, hvor denne er designet til at modstå kraften bedre.